# Институт истории НАН РА
Институт истории НАН РА (арм. ՀՀ ԳԱԱ պատմության ինստիտուտ) — научно-исследовательское учреждение в структуре Национальной академии наук Республики Армения. Находится в Ереване, проспект Баграмяна, 24г.

## История
Институт был основан в 1943 году на базе Института истории и материальной культуры Армянского отделения Академии наук СССР, возглавляемого М. Нерсисяном.
Ряд отделов Института истории впоследствии стал самостоятельными научными учреждениями:
- в 1948 году сектор истории и теория искусства стал Институтом искусств,
- в 1958 году сектор востоковедения стал Институтом востоковедения,
- в 1959 году сектор археологии и этнографии стал Институтом археологии и этнографии[арм.].

После этих изменений Институт истории имеет следующие отделы[когда?]

:
- Древняя Армения
- Средневековье
- Новая история
- Советское общество
- Армянская периодика и общественное мнение (с 1965 года)
- Развитого социализма (с 1974 года)
- Армяно-российские отношения (с 1977 года)

Ключевые вопросы истории армянского народа, эпохи эллинизма, социально-экономического развития и культуры страны были исследованы в истории древней Армении. Работы по изучению истории армянского средневековья были специально разработаны для характеристики различных этапов становления и развития феодальных отношений и выяснения их особенностей. Были рассмотрены вопросы армяно-византийских, армяно-арабских отношений, Киликийского государства, социально-экономической, политической и культурной истории Армении.
Проблемы истории армянского народа были исследованы проблемами освободительных движений, армяно-российских отношений, присоединения Восточной России к России, становления и развития армянских общественных движений, буржуазных отношений, распространения марксизма и истории революционных движений.
Институт истории занимается изучением установления советской власти в Армении, восстановлением народного хозяйства, развитием промышленности, сельского хозяйства, культурного развития, участием армянского народа в Великой Отечественной войне, послевоенным социалистическим строительством.
Издаются периодические издания, работы по армянской историографии. Значительная работа была проделана в Армении в области исторической географии и картографии.

## Направления деятельности
- История армянского народа,

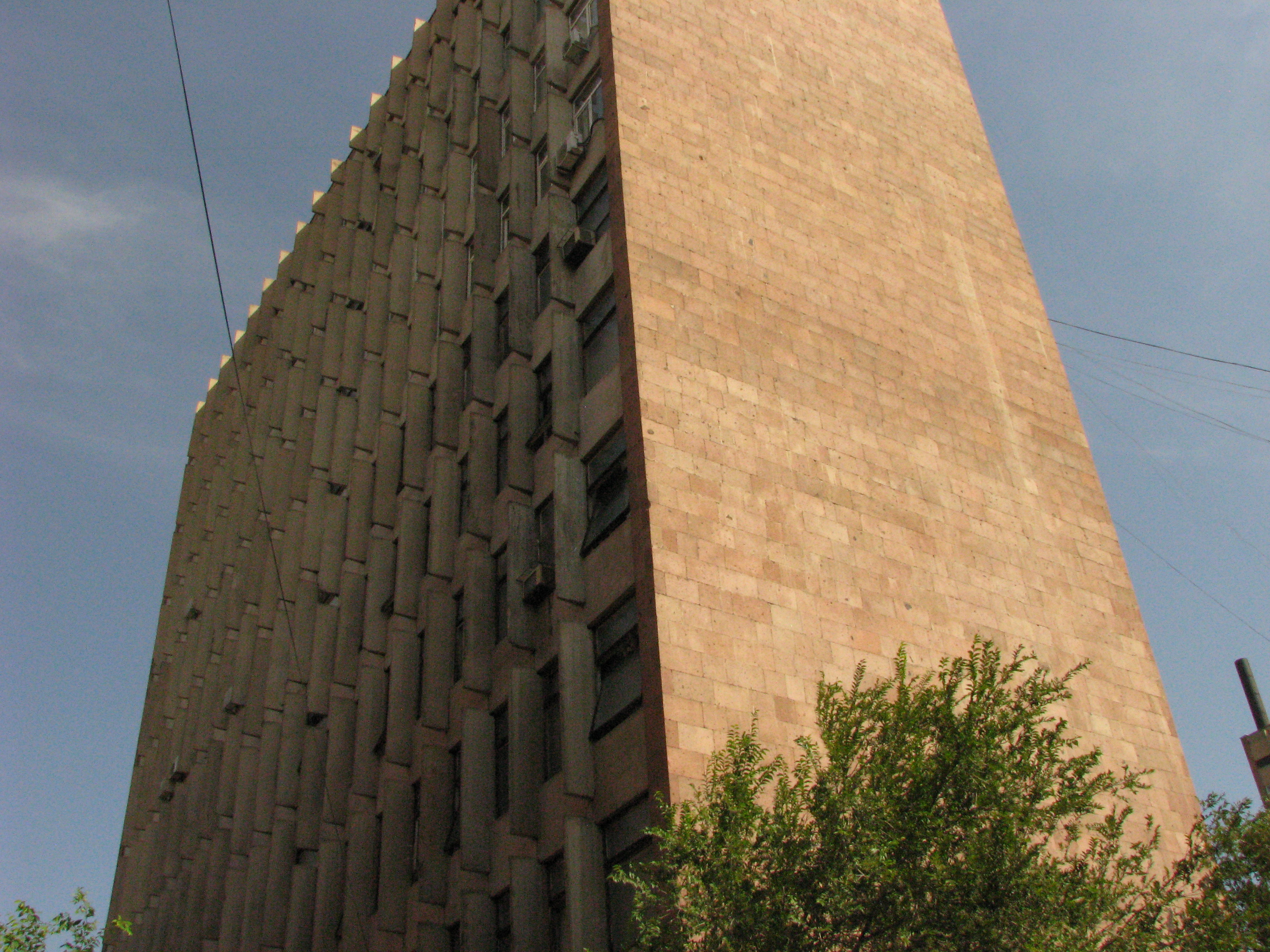

- История древнеармянской государственности
- Армения в средние века,
- История Армянской Церкви:
- История армянских национально-освободительных движений:
- История геноцида армян
- История армянской прессы, политических течений и партий
- Изучение демографических процессов в Армении
- История Армении (1918—1920), Второй (1920—1991) и Третьей (1991) республик, НКАР,
- История армянских городов и диаспоры
- Источниковедение и историография Армении

Результаты исследований были опубликованы в научной печати
«Армянские хроники», «Армянские рукописи», «Код армянский», Роль Восточной Армении в России, Политика Геноцида армян и великих держав Османской империи (армянский, русский, немецкий), Политическая история Первой Республики Армения, 1917—1923 гг. в случаях Второй мировой войны и Великой Отечественной войны участие армян России, Украины, Армении и Молдовы, Ассамблеи, посвященной истории армяно-венгерских исторических и культурных связей трактаты, два тома «Истории армянской миграции», I том крупномасштабного труда «История армянской периодической печати (18-19 века)».
Достижения армянских историков в советское время были обобщены в монографии «История армянского народа» (1967—1984 гг., которая была удостоена Государственной премии).
Достижения современной армянской историографии будут отражены в новом издании Академии истории Армении. В 2010 году были опубликованы первый том I книги I (вторая половина XIX века) и IV том I (1918—1945).
Издан сборник научных статей «История армянской истории».

## Руководство
Первым директором Института был президент Академии наук Армянской ССР академик Иосиф Орбели. В дальнейшем Институт возглавляли Абгар Иоаннисян, Сурен Еремян, Арутюнян (Харенц), Галуст Галоян и Грант Аветисян. С 2002 года Институт возглавляет академик Ашот Мелконян.